# أوحدي البلياني
أوحدي البلياني (973 - 1030 هـ) هو كاتب و شاعر ، من أهل بليان (من أعمال كازرون).
هو السيد تقي الدين محمد ابن سعد الدين، وقيل معين الدين محمد الحسيني الأوحدي الدقاقي البلياني الكازروني الاصفهاني. ولد في اصفهان في الثالث من شهر محرم سنة 973 هـ، ونشأ بها. عاصر السلطان طهماسب الصفوي الأول و السلطان إسماعيل الصفوي الثاني ، والسلطان محمد خدا بنده الصفوي وحظي لديهم. سافر إلى الهند سنة 1005 هـ، وبها لقى الحظوة من جهانكير والسلطان شاه جهان. استقر باكبر آباد بالهند، وبها توفي سنة 1030 هـ.

## آثاره
من آثاره: «انتخاب كعبه عرفان»و «يعقوب ويوسف» و «تذكره عرفات العاشقين» و «سرمه سليمانى» و «كعبه عرفان» و ديوان شعر.